# Cerritos, Santiago de Anaya
Cerritos är en ort i Mexiko.   Den ligger i kommunen Santiago de Anaya och delstaten Hidalgo, i den sydöstra delen av landet, 100 km norr om huvudstaden Mexico City. Cerritos ligger 1 958 meter över havet och antalet invånare är 1 306.
Terrängen runt Cerritos är kuperad åt nordväst, men åt sydost är den platt. Runt Cerritos är det ganska tätbefolkat, med 129 invånare per kvadratkilometer. Närmaste större samhälle är Santiago de Anaya, 6,0 km nordost om Cerritos. Trakten runt Cerritos består i huvudsak av gräsmarker.